# Anadia pariaensis
Anadia pariaensis — вид ящірок родини гімнофтальмових (Gymnophthalmidae). Ендемік Венесуели.

## Поширення і екологія
Anadia pariaensis мешкають в горах на півострові Парія в штаті Сукре. Вони живуть у вологих гірських тропічних лісах, на висоті 470 до 900 м над рівнем моря. Ведуть деревний спосіб життя.

## Збереження
МСОП класифікує цей вид як такий, що перебуває під загрозою зникнення. Anadia pariaensis загрожує знищення природного середовища.